# Damias monoleuca
Damias monoleuca là một loài bướm đêm thuộc phân họ Arctiinae, họ Erebidae.